# Rio Bistricioara (Horezu)
O Rio Bistricioara é um rio da Romênia afluente do Rio Horezu, localizado no distrito de Vâlcea.